# Pauline de Ahna
Pauline de Ahna (Ingolstadt, 4 febbraio 1863 – Garmisch-Partenkirchen, 13 maggio 1950) è stata un soprano tedesco, moglie di Richard Strauss.

## Biografia
Pauline de Ahna nacque a Ingolstadt, figlia di Marie Huber e del generale Adolf de Ahnra, fratello dal soprano Eleonore de Ahna. Studiò alla Musikschule di Monaco, dove conobbe Richard Strauss nel 1887, quando era direttore d'orchestra dell'Opera di Stato della Baviera. Cominciò a studiare canto con Strauss e lo seguì a Weimar quando fu nominato kapellmeister di Carlo Alessandro di Sassonia-Weimar-Eisenach nell'autunno 1889. Proprio alla Deutsche Nationaltheater und Staatskapelle Weimar avrebbe fatto il suo esordio sulle scene, come Pamina ne Il flauto magico diretto da Strauss.
La sua carriera, così come la sua vita, sarebbe stata legata indissolubilmente al marito: a Weimar cantò come Freihild in Guntram, la prima opera di Strauss, oltre che come Hänsel in Hänsel e Gretel ed Eve ne I maestri cantori di Norimberga. Nel 1894 sposò Strauss, per cui cantò come Elisabeth in occasione del suo debutto al Festival di Bayreuth in Tannhäuser. Negli anni seguenti cantò alla Badisches Staatstheater Karlsruhe, alla Staatsoper Unter den Linden, all'Opera di Amburgo, alla La Monnaie/De Munt, al Gran Teatre del Liceu e al Teatro statale di Braunschweig. Il 10 settembre 1894 gli Strauss tornarono all'Opera di Stato della Baviera, di cui Pauline sarebbe stata l'indiscussa prima donna fino al ritiro nel 1897. A Monaco cantò come Agathe ne Il franco cacciatore, Leonore in Fidelio, Donna Anna in Don Giovanni e Ada ne Le fate. Con la nascita del figlio Franz nel 1897, lasciò l'attività operistica, pur continuando a cantare lied accompagnata dal marito, sia in Europa che in una tournée statunitense del 1904 che toccò anche la Carnegie Hall.
Morì a Garmisch-Partenkirchen nel 1950 all'età di 87 anni, otto mesi dopo la morte del marito.